# Структура Національної гвардії України

Емблема Національної гвардії України

Національна гвардія України підпорядкована головному управлінню Національної гвардії України, яке підпорядковане Міністерству внутрішніх справ України. Після введення режиму воєнного стану переходить в підпорядкування верховного головнокомандувача. Сухопутна територія України поділена на шість оперативно-територіальних зон, які є районами відповідальності оперативно-територіальних командувань «Західне», «Північне», «Східне», «Центральне», «Південне» і «Кримське». Також військові частини поділяються за призначенням.

## Армійські корпуси
В 2025 році в структурі Національної гвардії України було створено два корпуси: на основі 12-ї бригади спеціального призначення «Азов» та 13-ї бригади оперативного призначення «Хартія». Зазначені корпуси відповідно очолять командир бригади «Азов» полковник Денис Прокопенко (з позивним «Редіс») та командир бригади «Хартія» полковник Ігор Оболєнський (з позивним «Корнет»).
- 1-й корпус НГУ «Азов»
- 2-й корпус НГУ «Хартія»

## Оперативні командування

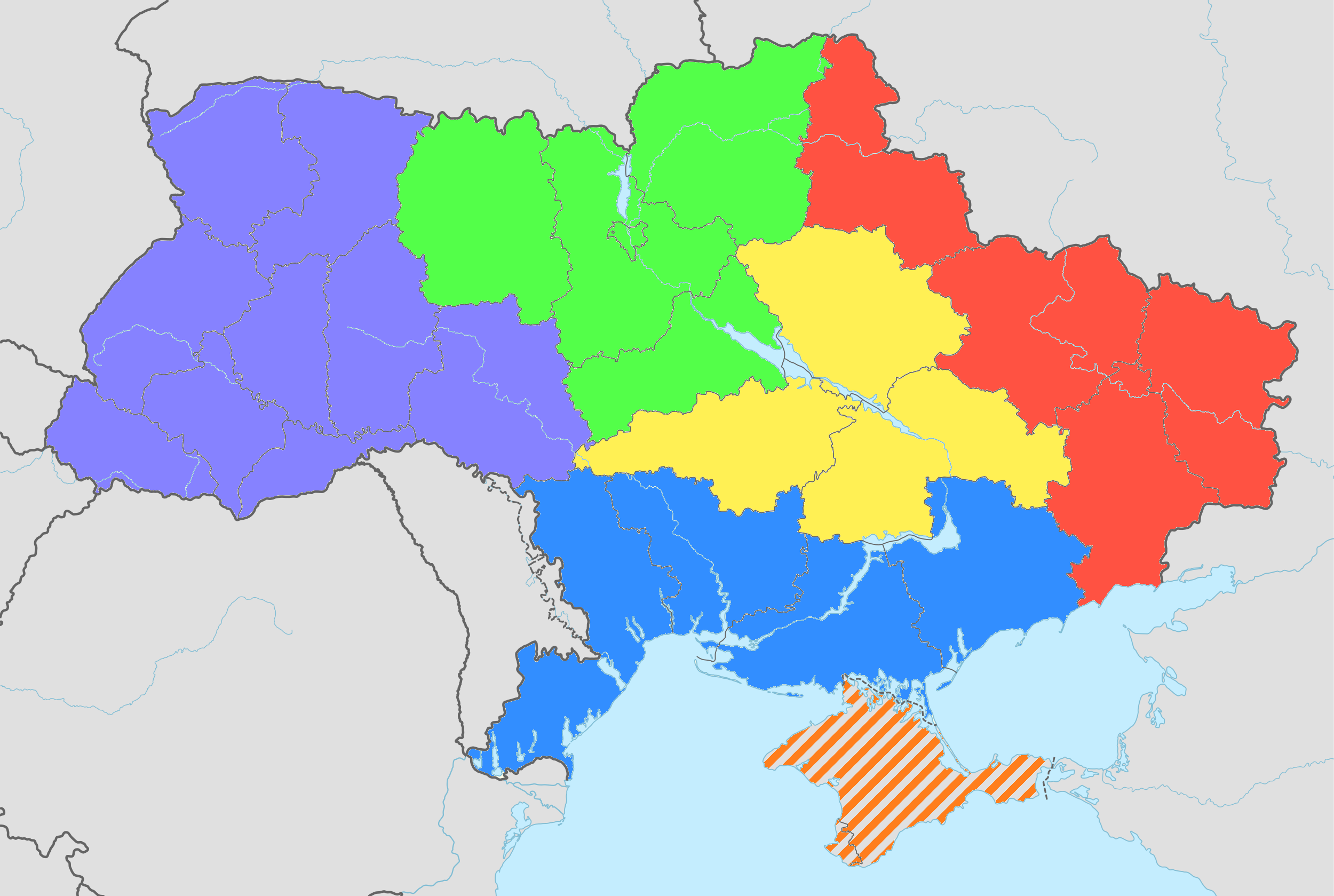
Оперативно територіальні об'єднання НГУ
Західне Оперативно територіальне об'єднання
Південне Оперативно територіальне об'єднання
Північне Оперативно територіальне об'єднання
Східне Оперативно територіальне об'єднання
Центральне Оперативно територіальне об'єднання
Кримське Оперативно територіальне об'єднання

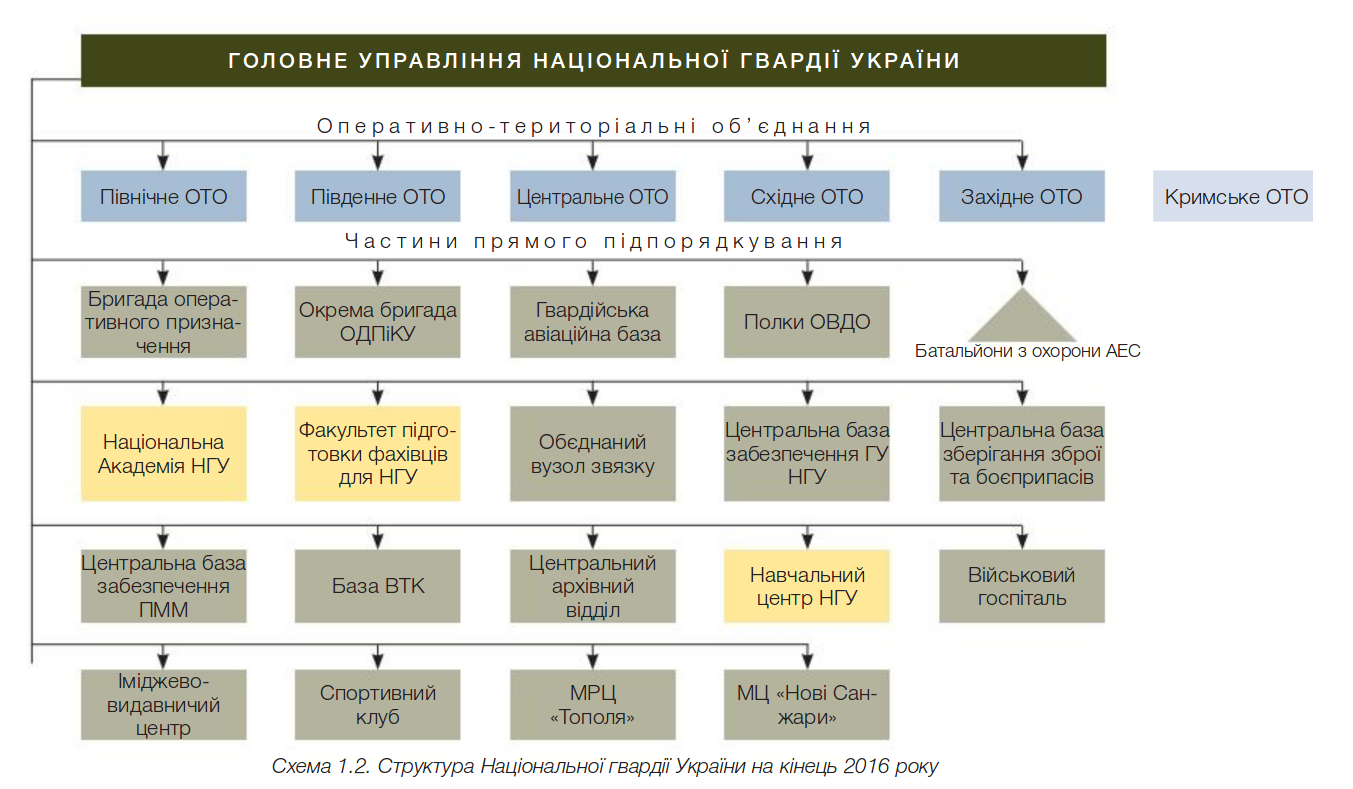
Структура Національної гвардії України

- Головне управління Національної гвардії України (в/ч  м. Київ)

### Західне оперативно-територіальне об'єднання НГУ
- територіальне управління (в/ч 2250, м. Львів)
- окремий загін спеціального призначення «Вега» м. Івано-Франківськ
- група застосування безпілотних літальних авіаційних комплексів
- відділення радників

- 2 окрема Галицька бригада, в/ч 3002, м. Львів, м. Тернопіль, м. Ужгород
  - Дрогобич[2]
  - 15-й окремий батальйон (в/ч 3055, м. Рівне, м. Сарни)
  - Берегове[3]
- 14 бригада оперативного призначення імені Івана Богуна, в/ч 3028, м. Калинівка Вінницької області

- 40 полк, в/ч 3008, м. Вінниця
- 45 полк оперативного призначення імені Олександра Красіцького, в/ч 4114, м. Львів
- 50 полк, в/ч 1241, м. Івано-Франківськ, м. Калуш, м. Чернівці
  - 4-й батальйон оперативного призначення НГУ «Крук» м. Івано-Франківськ
- 13 окремий батальйон, в/ч 3053 м. Хмельницький, м. Кам’янець-Подільськ
- 15-й окремий батальйон, в/ч 3055, м. Рівне
- 32 окремий батальйон, в/ч 1141, м. Луцьк

### Південне оперативно-територіальне об'єднання НГУ
- територіальне управління (в/ч 3003, м. Одеса)
- окремий загін спеціального призначення «Одеса» м. Одеса
- група застосування безпілотних літальних авіаційних комплексів
- відділення радників

- 15-та бригада оперативного призначення, в/ч 3029, м. Запоріжжя
- 11-та окрема бригада охорони громадського порядку, в/ч 3012, м. Одеса
  - 18-й окремий батальйон, в/ч 3058, м. Ізмаїл[4]
  - батальйон в/ч , м. Болград[4]
  - батальйон в/ч , м. Білгород-Дністровський[5]
- 34-й окремий полк, в/ч 3056, м. Херсон
- 19 полк охорони громадського порядку, в/ч 3039, м. Миколаїв
- 19 окремий батальйон (конвойний), в/ч 3026, м. Запоріжжя
- 23 окрема бригада охорони громадського порядку, в/ч 3033, м. Запоріжжя, м. Мелітополь, м. Бердянськ, м. Енергодар
- 34 окремий батальйон (конвойний), в/ч 3014 м. Одеса

### Північне оперативно-територіальне об'єднання НГУ
- територіальне управління (в/ч 3001, м. Київ)
- окремий загін спеціального призначення м. Київ
  - секція спеціальної підготовки
- група застосування безпілотних літальних авіаційних комплексів
- відділення радників

- 1 Президентська бригада оперативного призначення імені гетьмана Петра Дорошенка, в/ч 3027, смт. Нові Петрівці Київської області
- 25 окрема бригада охорони громадського порядку, в/ч 3030, м. Київ
- 27 окрема бригада (конвойна), в/ч 3066, м. Київ
  - 1-й батальйон оперативного призначення НГУ імені Кульчицького
- 27 окремий полк, в/ч 3082, м. Чернігів
- 31 окремий полк, в/ч 3061, м. Черкаси
- 7 окремий батальйон, в/ч 3047, м. Житомир

- Міжнародний міжвідомчий багатопрофільний центр підготовки підрозділів, в/ч 3070, с. Старе Київської області
  - окремий навчальний батальйон

### Східне оперативно-територіальне об'єднання НГУ
- територіальне управління (в/ч 2240, м. Харків (м. Донецьк) )
- окремий загін спеціального призначення м. Харків
- окремий загін розвідки спеціального призначення «Арес» м. Харків
- група застосування безпілотних літальних авіаційних комплексів
- відділення радників

- 3 бригада оперативного призначення, в/ч 3017, м. Харків
- 5 окрема Слобожанська бригада, в/ч 3005, м. Харків
- 12 окрема бригада спеціального призначення «Азов», в/ч 3057, м. Маріуполь Донецької області
- 18-та Слов'янська бригада, в/ч 3035 м. Слов’янськ (м. Луганськ)
  - 2-й батальйон спеціального призначення «Донбас»
- 35 окремий полк, в/ч 3051, м. Суми

- Навчальний центр з підготовки та перепідготовки військовослужбовців за контрактом, в/ч 3071, с. Малинівка Харківської області
  - окремий навчальний батальйон

### Центральне оперативно-територіальне об'єднання НГУ
- територіальне управління (в/ч 3006, м. Дніпро)
- окремий загін спеціального призначення м. Олександрія
- група застосування безпілотних літальних авіаційних комплексів
- відділення радників

- 17-та Полтавська бригада, в/ч 3052, м. Полтава
- 21 окрема бригада охорони громадського порядку, в/ч 3011, м. Кривий Ріг, м. Кропивницький
- 31-ша бригада імені генерал-майора Олександра Радієвського, в/ч 3036, м. Дніпро
- 14 окремий батальйон (конвойний), в/ч 3054, м. Дніпро
- 26 окремий батальйон, в/ч 3059, м. Кременчук (розгортання в полк)
- в/ч м. Павлоград[6][7][8][9][10][11][12]

### Кримське оперативно-територіальне об'єднання НГУ
- територіальне управління (в/ч 2222, м. Сімферополь) - факт (м. Херсон)[13]

Передбачене структурою, проте фактично не існує через тимчасову окупацію. В структурі внутрішніх військ раніше були:
- 9-та окрема бригада (в/ч 3009, Автономна республіка Крим, м. Сімферополь)
- 42-й окремий полк оперативного призначення (в/ч 4110, м. Севастополь)
- 47-й окремий полк спеціального призначення «Тигр» (в/ч 4125, Автономна республіка Крим, Феодосійський р-н, с. Краснокам'янка (Феодосія-13))
- 15-й окремий батальйон (КЕОП) (в/ч 3055, Автономна республіка Крим, м. Євпаторія) - Рівне
- 18-й окремий спеціальний моторизований батальйон міліції (в/ч 3058, Автономна республіка Крим, Ялтинський р-н, смт Гаспра) - Ізмаїл

### Частини безпосереднього підпорядкування
- Загін спеціального призначення по боротьбі з тероризмом «Омега»
- 4 бригада оперативного призначення, в/ч 3018, смт. Гостомель Київської області
- Загін спеціального призначення «Скорпіон»
- 1 полк охорони особливо важливих державних об'єктів, в/ч 3021, м. Дніпро
- 2 полк охорони особливо важливих державних об'єктів, в/ч 3022, м. Шостка Сумської області
- 3 полк охорони особливо важливих державних об'єктів, в/ч 3023, м. Донецьк[14]
- 4 полк охорони особливо важливих державних об'єктів, в/ч 3024, м. Павлоград
- 1 окремий батальйон охорони ОВДО, в/ч 3041, м. Славутич Київської області
- 2 окремий батальйон охорони ОВДО, в/ч 3042, м. Енергодар Запорізької області
- 3 окремий батальйон охорони ОВДО, в/ч 3043, м. Нетішин Хмельницької області
- 4 окремий батальйон охорони ОВДО, в/ч 3044, м. Южноукраїнськ Миколаївської області
- 5 окремий батальйон охорони ОВДО, в/ч 3045, м. Вараш Рівненської області
- 22 окрема бригада з охорони дипломатичних представництв і консульських установ іноземних держав, в/ч 2260, м. Київ
- Гвардійська авіаційна база, в/ч 2269, м. Олександрія Кіровоградської області
- Авіаційна база, в/ч 3074[15]
- Об'єднаний вузол зв'язку, в/ч 3077, смт. Нові Петрівці Київської області
- Окремий батальйон охорони та забезпечення ГУ НГУ, в/ч 3078, м. Київ
- Центральна база забезпечення
  - відділення топографо-геодезичного забезпечення
- Центральна база зберігання зброї та боєприпасів, в/ч 2276, м. Охтирка Сумської області
- Центральна база забезпечення пально-мастильних матеріалів, в/ч 2274, м. Запоріжжя
- Центральна база виробничо-технологічної комплектації НГУ, м. Київ
- Центральний архівний відділ
- Іміджево-видавничий центр
- Військовий госпіталь, в/ч 3080, м. Золочів Львівської області
- Військовий ансамбль, в/ч 3081, м. Київ

#### Навчальні заклади/частини
- Національна академія Національної гвардії України м. Харків
  - Кафедра службово-бойового використання військових частин
  - Навчальний центр с. Рокитне, Харківська область[16]
- Київський інститут НГУ м. Київ
- Навчальний центр Національної гвардії України в/ч 3007, м. Золочів Львівської області
- Навчальний центр в/ч 3072[17]

#### Спортивний клуб
- Спортивний клуб[18]

## Військові частини за призначенням

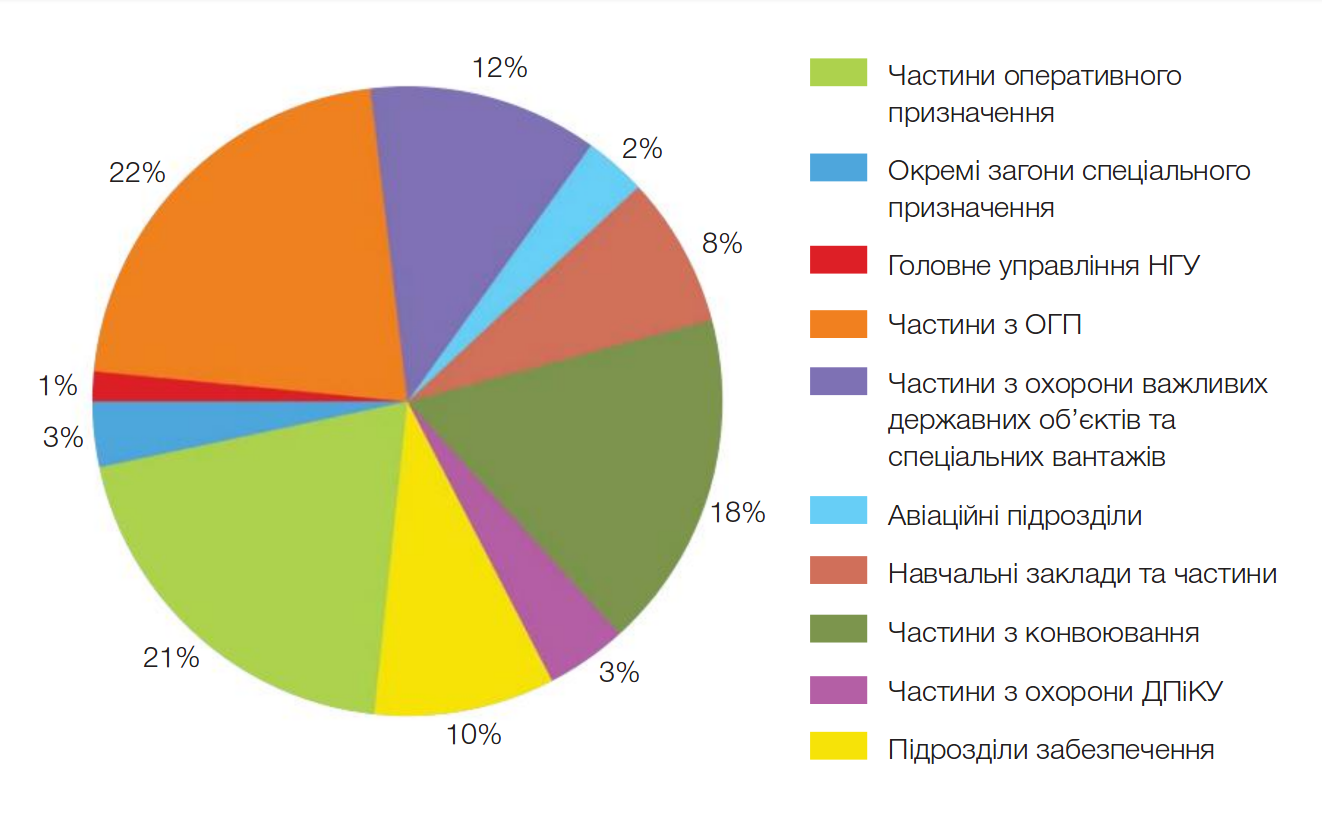
Співвідношення чисельності за напрямами службово-бойової діяльності на кінець 2016 року

### Гвардія наступу
- 1 Президентська бригада оперативного призначення імені гетьмана Петра Дорошенка «Буревій», в/ч 3027, смт. Нові Петрівці
- 3 окрема бригада оперативного призначення імені полковника Петра Болбочана «Спартан», в/ч 3017, м. Харків
- 4 окрема бригада оперативного призначення імені Героя України сержанта Сергія Михальчука «Рубіж», в/ч 3018, смт. Гостомель
- 12-та бригада спеціального призначення «Азов», в/ч 3057
- 13-та бригада оперативного призначення «Хартія»
- 14-та бригада оперативного призначення імені Івана Богуна «Червона Калина», в/ч 3028, м. Калинівка
- 15-та бригада оперативного призначення імені Героя України лейтенанта Богдана Завади «Кара Даг», в/ч 3029, м. Запоріжжя
- 20-та бригада оперативного призначення НГУ «Любарт»

### Оперативного та спеціального призначення
- Окрема артилерійська бригада в/ч 3101[19]
- 42 окремий полк оперативного призначення, в/ч 4110[20]
- 45 окремий полк оперативного призначення імені Олександра Красіцького, в/ч 4114, м. Львів
- Загін спеціального призначення  «Омега» по боротьбі з тероризмом
- Окремий загін безпілотних систем спеціального призначення «Тайфун»

### Охорони громадського порядку
- 19 окремий полк охорони громадського порядку, в/ч 3039, м. Миколаїв
- 21 окрема бригада охорони громадського порядку імені Петра Калнишевського, в/ч 3011, м. Кривий Ріг, м. Кропивницький
- 23 окрема бригада охорони громадського порядку, в/ч 3033, м. Запоріжжя, м Мелітополь, м.Бердянськ, м.Енергодар
- 25 окрема бригада охорони громадського порядку імені князя Аскольда, в/ч 3030, м. Київ
- 31-ша бригада охорони громадського порядку імені генерал-майора Олександра Радієвського, в/ч 3036, м. Дніпро

### Конвойні
- 14 окремий батальйон (конвойний), в/ч 3054, м. Дніпро
- 19 окремий батальйон (конвойний), в/ч 3026, м. Запоріжжя
- 34 окремий батальйон (конвойний), в/ч 3014 м. Одеса.

### Змішані
- 2-га окрема Галицька бригада, в/ч 3002, м. Львів, м. Тернопіль
- 5-та окрема Слобожанська бригада, в/ч 3005, м. Харків
- 9-та окрема бригада, в/ч 3009[21]
- 11-та бригада імені Михайла Грушевського, в/ч 3012, м. Одеса
- 17-та окрема Полтавська бригада, в/ч 3052, м. Полтава
- 18-та окрема Слов'янська бригада, в/ч 3035 м. Слов’янськ (м. Луганськ)
  - 2-й батальйон спеціального призначення НГУ «Донбас»
- 27-ма окрема Печерська бригада в/ч 3066, м. Київ
- 24-й окремий полк в/ч 3113,[22] м. Чернівці
- 25-й окремий полк в/ч 3114[23][24]
- 26-й окремий полк в/ч 3115,[25] м. Ужгород
- 27-й окремий полк, в/ч 3082, м. Чернігів[26][27][28]
- 28-й окремий полк в/ч 3041[29]
- 29-й окремий полк в/ч 3043[30]
- 30-й окремий полк в/ч 3044[31]
- 31-й окремий полк, в/ч 3061, м. Черкаси
- 33-й окремий полк в/ч 3045[32]
- 34-й окремий полк, в/ч 3056, м. Херсон
- 35-й окремий полк, в/ч 3051, м. Суми
- 36-й окремий полк
- 40-й окремий полк, в/ч 3008, м. Вінниця
- 47-й окремий полк, в/ч 4125[33]
- 50-й окремий полк, в/ч 1241, м. Івано-Франківськ, м. Калуш
  - 4-й батальйон оперативного призначення НГУ «Крук»
- 7-й окремий батальйон, в/ч 3047, м. Житомир
- 13 окремий батальйон, в/ч 3053 м. Хмельницький, м. Кам’янець-Подільський
- 15 окремий батальйон, в/ч 3055, м. Рівне, м. Сарни
- 18 окремий батальйон, в/ч 3058, м. Ізмаїл
- 26 окремий батальйон, в/ч 3059, м. Кременчук
- 32 окремий батальйон, в/ч 1141, м. Луцьк
- 58-й окремий батальйон в/ч 3158[34]
- 59-й окремий батальйон в/ч 3159[35]

### Охорони особливо важливих державних об'єктів
- Загін спеціального призначення «Скорпіон»
- 1 Кодацький полк охорони особливо важливих державних об'єктів, в/ч 3021, м. Дніпро[36]
- 2 Шосткинський полк охорони особливо важливих державних об'єктів, в/ч 3022, м. Шостка Сумської області
- 4 Павлоградський полк охорони особливо важливих державних об'єктів, в/ч 3024, м. Павлоград

#### Охорони АЕС
- 1 окремий батальйон охорони ОВДО, в/ч 3041, м. Славутич Київської області
- 3 окремий батальйон охорони ОВДО, в/ч 3043, м. Нетішин Хмельницької області
- 4 окремий батальйон охорони ОВДО, в/ч 3044, м. Южноукраїнськ Миколаївської області (розгортання у полк)
- 5 окремий батальйон охорони ОВДО, в/ч 3045, м. Вараш Рівненської області

### Охорони дипломатичних представництв
- 22 окрема бригада з охорони дипломатичних представництв і консульських установ іноземних держав, в/ч 2260, м. Київ

### Авіація
- Гвардійська авіаційна база, в/ч 2269, м. Олександрія Кіровоградської області
- Авіаційна база, в/ч 3074[37]

### Розформовані з'єднання
- 2 окремий батальйон охорони ОВДО, в/ч 3042, м. Енергодар Запорізької області
- 12 окрема бригада оперативного призначення імені Дмитра Вишневецького, в/ч 3057, м. Маріуполь Донецької області
- Окремий загін спеціального призначення «Вега»
- Окремий загін розвідки спеціального призначення «Арес» м. Харків
- Окремий загін спеціального призначення «Одеса» м. Одеса

Розформовані дивізії НГУ (1991—2000 років)
- 1-ша дивізія НГУ
- 2-га дивізія НГУ
- 3-тя дивізія НГУ
- 4-та дивізія НГУ
- 5-та дивізія НГУ
- 6-та дивізія НГУ
- 7-ма дивізія НГУ